# Kublaj
Kublaj (též Kublaj-chán, Kubilaj, Chubilaj-chán, Burgidžin Chubilaj, Büdžek či Jüan Š'-cu; 23. září 1215 – 18. února 1294, Chánbalyk) byl velký chán, mongolský vojevůdce, syn Tolujchána, vnuk Čingischána. Byl posledním vládcem sjednocené mongolské veleříše, dobyvatel Číny a zakladatel říše Jüan a dynastie Jüan. V jeho službách působil Benátčan Marco Polo.

## Život a vláda
Roku 1251 se Kublaj stal vrchním velitelem mongolských vojsk pro území Severní Číny (dřívější říše Čchin). Byl pravou rukou svého bratra Möngkeho, spolu s Bátúem (zakladatelem Zlaté hordy). Möngke s jejich pomocí získal v roce 1251 titul Velkého chána všech Mongolů (Cha-Khan) na Velkém kurultaji (sněm nejvyšších osob a velitelů mongolské říše).
Roku 1259 byl Kublaj zvolen po smrti Möngkeho Velkým chánem, nenechal však svolat tradiční kurultaj do Karakorumu. I Kublajův bratr Ariq Böke se nechal provolat velkým chánem a nastalo tak období schizmatu a velkého zápasení mezi oběma mongolskými tábory.
Kublaj začal podmaňovat jihočínskou říši Sung (výpady od roku 1260), kterou v roce 1279 dobyl a ustanovil v ní svou následnickou dynastii Jüan. Khanbalik (Peking) určuje roku 1264 za hlavní město říše a zároveň se zříká veškerých mocenských nároků na mongolská území mimo Čínu a vlastní Mongolsko,[zdroj?] k čemuž byl donucen po mocenském zápasu se svým bratrem, poté, co se chánové z ostatních částí mongolské říše osamostatnili.[zdroj?]
Kublaj zavedl kvadrátní písmo phagpa (1269), které se stává úředním písmem za vlády dynastie Jüan. Po dobytí říše Sung (1279) následně také dobyl Myanmar (Barma) a Koreu. Mezi léty 1277–1289 se pokoušel také o dobytí Jávy, Vietnamu a Japonska (viz Mongolské invaze do Japonska). Tyto snahy ovšem byly neúspěšné a stály ho velké vojenské ztráty. Ve vpádu na japonské ostrovy mu dvakrát zabránil božský vítr (kamikaze), který smetl jeho loďstvo.
Ve své říši ustanovil buddhismus jako státní náboženství, ale ostatní náboženství (např. křesťanství, lamaismus) rovněž podporoval. Během jeho vlády došlo v Číně k velkému rozvoji literatury a umění. Na svém dvoře měl vědce, umělce, zástupce jednotlivých náboženství a států (i evropských). V letech 1275–1292 zde rovněž působil benátský kupec Marco Polo (viz Polovo dílo Milion). Roku 1289 zavádí úřad pro záležitosti křesťanů (týkal se zejména nestoriánů).

## Rozpad Kublajovy říše
Během Kublajovy vlády a po jeho smrti došlo k definitivnímu stanovení nástupnických států mongolské veleříše, jednalo se o chanáty (ulusy):
- Zlatá horda (Kypčak) – s centrem kolem řeky Volhy
- Čagatajská říše – Střední Asie
- Ílchanát – Přední východ (Írán, Malá Asie a Sýrie)
- Jüanská říše – Dálný východ (Čína, Mongolsko)